# André Simões
André Luís Gomes Simões (Matosinhos, 16 de dezembro de 1989) é um futebolista profissional português que atua como meia.

## Carreira

### Padroense
André Simões se profissionalizou no Padroense, em 2008.

### AEK Atenas
André Simões se transferiu para o AEK Atenas, em 2015.

## Títulos
AEK Atenas
- Superliga Grega: 2017–18